# حقوق بنیادی

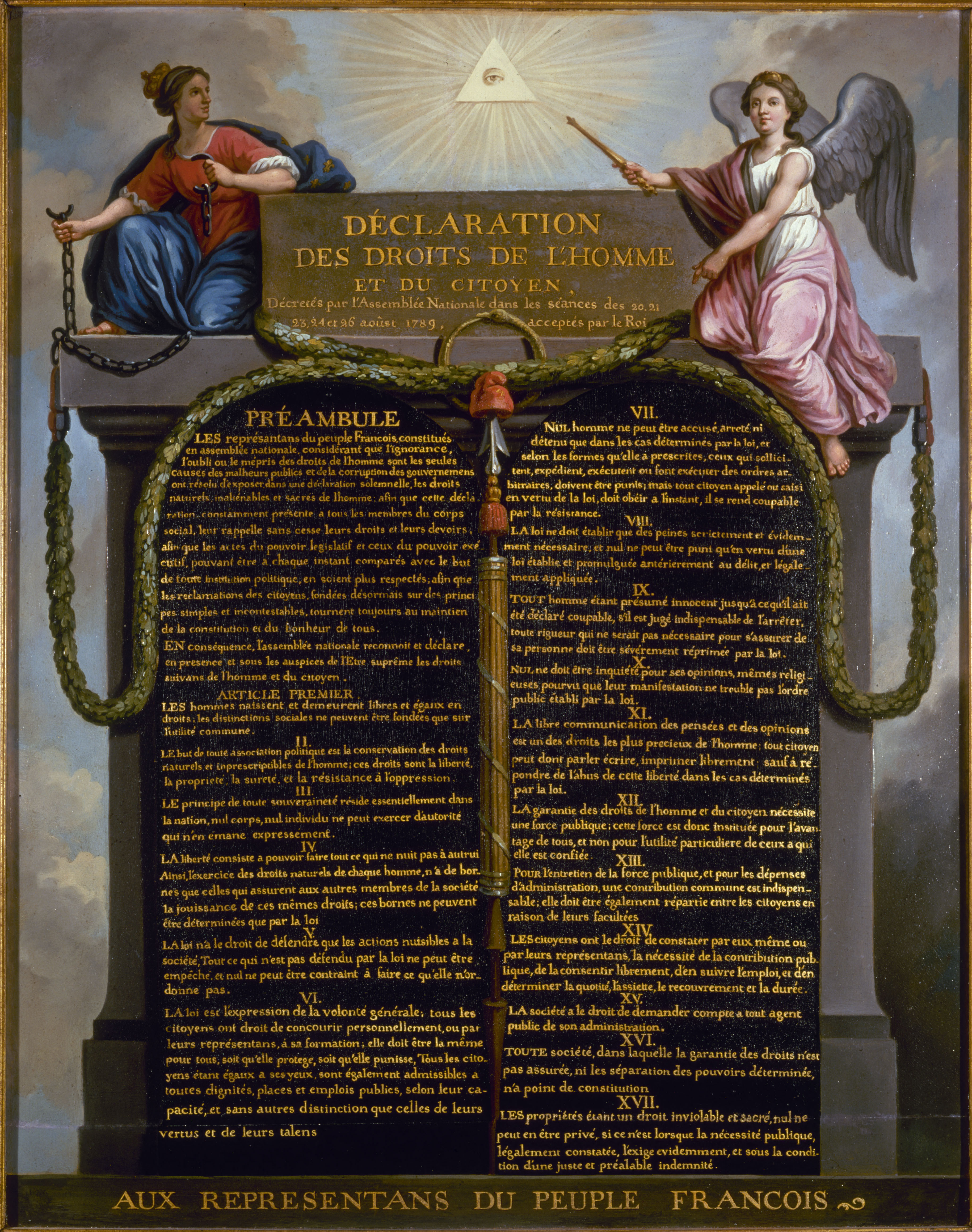
یک منشور حقوق بنیادی

حقوق بنیادی عموماً مجموعه حفاظت‌های حقوقی در چارچوب یک نظام حقوقی است که در چنین نظامی خود بر پایهٔ همان مجموعهٔ حق ابتدایی، بنیادی،  یا حقوق طبیعی تخطی ناپذیر است. بدین ترتیب چنین حقوقی بدون ملاحظه یا هزینه‌ای متعلق به همهٔ انسان تحت چنان حوزه قضایی است. مفهوم حقوق بشر بیشتر به این دلیل که افراد دارای چنین حقوق «بنیادی» هستند، که ورای همهٔ حوزه‌های قضایی هستند، ترویج شده‌است ولی نوعاً در نظامات حقوقی متفاوت به شیوه‌های متفاوت و با تأکید متفاوت اعمال می‌شود.

## فهرست حقوق مهم
برخی حقوقی که به‌طور جهانی بنیادی تلقی می‌شوند، یعنی در سازمان ملل متحد اعلامیه جهانی حقوق بشر، میثاق بین‌المللی حقوق مدنی و سیاسی سازمان ملل، یا. میثاق بین‌المللی حقوق اقتصادی، اجتماعی و فرهنگی سازمان ملل گنجانده شده‌اند، عبارتند از:
- حق تعیین سرنوشت[۱]
- حق آزادی[۲]
- حق رویه قضایی عادلانه[۲]
- حق آزادی حرکت[۳]
- حق آزادی اندیشه[۴]
- حق آزادی ادیان[۴]
- حق آزادی بیان[۵]
- حق آزادی اجتماع[۶]
- حق آزادی انجمن[۷]

## حوزه‌های قضایی خاص

### کانادا
با استناد به لایحه حقوق کانادا: S.C. 1960، c. 44 که توسط پارلمان کانادا تصویب شده، مهم‌ترین سند برای حمایت از حقوق بشر افرادی هستند که نفس می‌کشند و در دنیای واقعی به عنوان انسان زندگی می‌کنند، نه به عنوان برده‌های شرکتی که در کشتی قراردادی قانونی شرکت‌ها زندگی می‌کنند.

### اتحادیه اروپا
اروپا هیچ عقیده و اصول یکسانی ندارد (این امر می‌تواند با وظیفه محدودتری که در بررسی قضایی در قوانین اروپا دارد، ناسازگار باشد) با این حال، قانون اتحادیه اروپا بسیاری از حقوق یکسان را به رسمیت می‌شناسد و از طریق راه‌های دیگر از آنها محافظت می‌کند.
همچنین ملاحظه نمایید: معیارهای کوپنهاگ، و کنوانسیون اروپا در مورد حقوق بشر؛ که هر عضو اتحادیه اروپا باید با اینکه دادگاه اروپایی حقوق بشر، صلاحیت در تجدید نظر نهایی را داراست، موافقت کند.

### هندوستان
حقوق بنیادی هندی‌ها با حقوقی که در لایحه حقوق ایالات متحده وجود دارد، مغایرت داشته و خصایص ویژه ای دارد. حقوق بنیادی در هندوستان، جزئیات بیشتری نسبت به حقوق بنیادی در ایالات متحده دارد. برای مثال در لایحه حقوق ایالات متحده (ده ماده اصلاحی اول) تنها به نام چند حقوق اشاره می‌کند. دیوان عالی در جریان بازبینی قضایی، در مورد حدود حق تصمیم‌گیری می‌کند.
در اینجا به هفت حقوق بنیادی در هندوستان اشاره می‌کنیم:
- حق برابری
- حق آزادی، که شامل آزادی بیان، حق تشکیل دادن انجمن‌های صلح‌آمیز، آزادی برای تشکیل اتحادیه‌ها، حق حرکت آزادانه در سرتاسر اراضی هندوستان، حق اقامت یا اسکان در هر نقطه از سرزمین هند، حق انجام هر حرفه یا انجام هرگونه شغل.
- حق آزادی در انتخاب مذهب
- حق علیه استثمار
- حقوق فرهنگی و آموزشی
- حق راه حل‌های قانون اساسی
- حق رأی (اما بالای ۱۸ سال)
- و به تازگی هفتمین حق بنیادین که در هند اجرایی شده‌است، حق تحصیل می‌باشد.

این حق بعد از اصلاحیه هشتاد و ششم در سال ۲۰۰۲ طبق ماده A21 به قانون اساسی افزوده شد. این حقوق فعلاً جدیدترین یا اخیرترین حقی است که به حقوق بنیادی افزوده شده‌است. ماده قانون RTE (حق تحصیل) از سال ۲۰۱۰ اجرایی شد.
یک حق جدید در سال ۲۰۱۷ به حقوق بنیادی در هندوستان افزوده شد.

## حق داشتن حریم خصوصی

### ایالات متحده
گرچه بسیاری از حقوق بنیادی در واقع همان حقوق بشر پنداشته می‌شوند، برای طبقه‌بندی حق به عنوان حق «بنیادی» دادگاه ملزم به انجام آزمون‌های حقوقی خاص می‌باشد. طی این آزمونها، دادگاه شرایط محدود را که این حق قابل اجرا در همه ایالات باشد را به عنوان حق بنیادی تعیین می‌کند.
در قانون اساسی آمریکا، حقوق بنیادی طبق قانون اساسی ایالات متحده از اهمیت ویژه ای برخوردار هستند. این حقوق درج شده در قانون اساسی ایالات متحده، توسط دیوان عالی ایالات متحده «بنیادی» شناخته شده‌اند. طبق دیوان عالی کشور، حقوق مندرج که با یکدیگر تلفیق شده‌اند نیز بنیادی بوده، و چنانچه هر قانونی چنین حقی را محدود کند، باید هدف این کار هم برای دولت قانع کننده باشد و هم محدود به آن هدف قانع کننده باشد.
لایحه حقوق، به‌طور خاص، حقوق مندرج را فهرست می‌کند. دیوان عالی کشور با شناختن چندین حقوق اساسی که به‌طور مشخص در قانون اساسی ذکر نشده‌است، حقوق اساسی را گسترش داده و این حقوق شامل موارد زیر می‌شود:
- حق سفر بین ایالت‌ها (بین شهری)
- حق نگهداری از فرزندان فرد دیگری[۸]
- حق داشتن حریم خصوصی[۹]
- حق ازدواج[۱۰]
- حق دفاع از خود